# جنگ توگنبورگ
جنگ توگنبورگ (انگلیسی: Toggenburg War) که با نام دومین جنگ ویلمرگن نیز شناخته می‌شود. این جنگ داخلی در کنفدراسیون کهن سوئیس بین ۱۲ آوریل تا ۱۱ اوت ۱۷۱۲ مابین کانتون‌های پروتستان از یک طرف و کلیسای کاتولیک و کانتون‌های هوادار کلیسای کاتولیک از طرف دیگر اتفاق افتاد. پایان این جنگ با پیروزی پروتستان‌ها و به هم خوردن توازن سیاسی در کنفدارسیون سوییس بعد از جنگ بود.